# Wakaba-ku

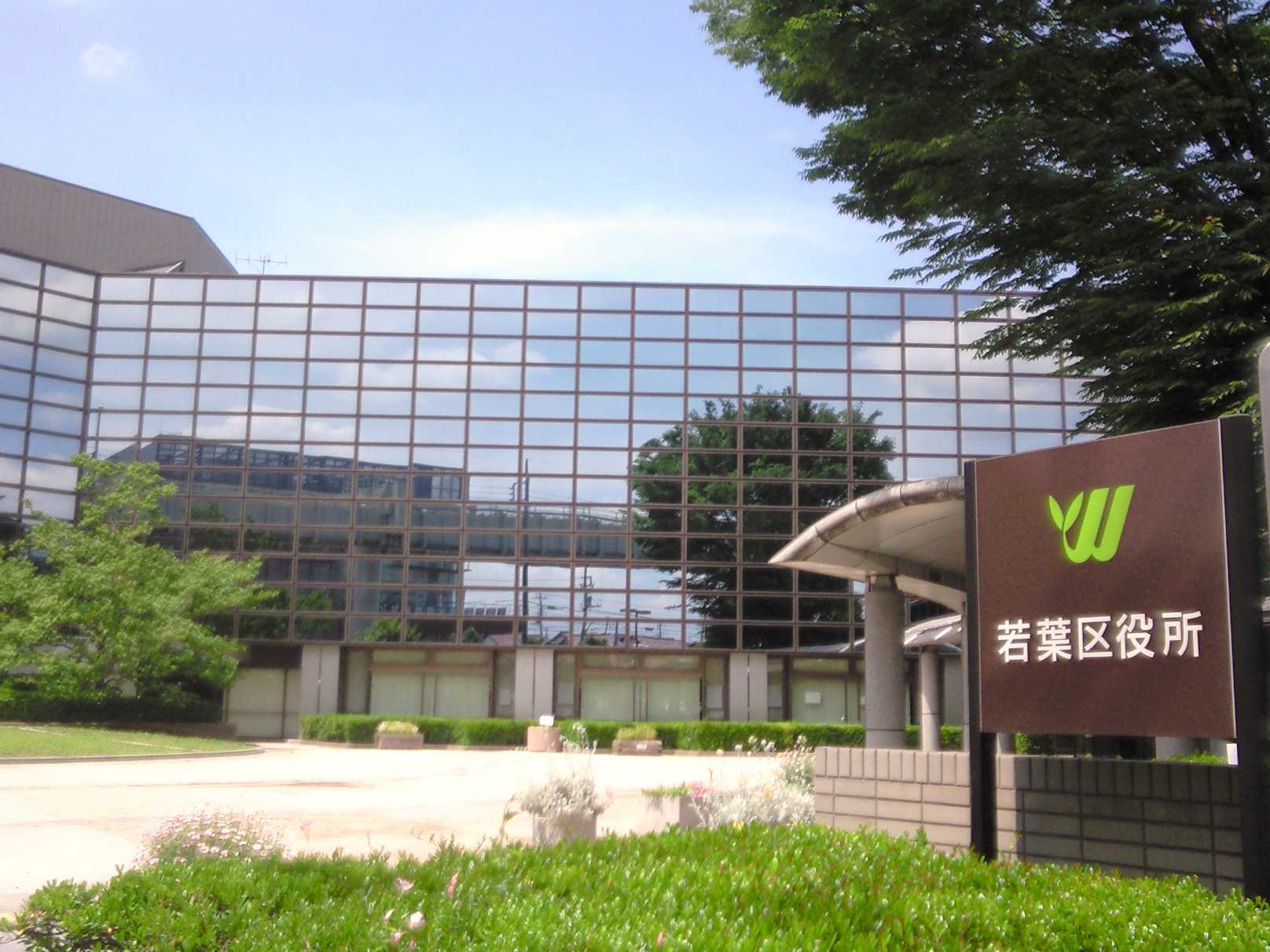
Escritório da Wakaba-ku

Wakaba-ku (若葉区, Wakaba-ku) é uma das seis ku da cidade de Chiba na Chiba (prefeitura), Japão. A partir de abril de 2012, a ku tinha uma população estimada de 151.593 e uma densidade populacional de 1.800 pessoas por km². A área total era 84,21 km², tornando-se a maior das seis ku da cidade de Chiba.

## Geografia
Wakaba-ku está localizada em uma área interior do sudeste da cidade de Chiba.

### Municipalidades circunvizinhas
- Inage-ku
- Chūō-ku
- Midori-ku
- Togane (Chiba)
- Yachiyo (Chiba)
- Sakura (Chiba)
- Yotsukaidō (Chiba)

## História
Após a Restauração Meiji, a área da atual Wakaba-ku foi dividida em 1 de abril de 1889 nas aldeias de Tsuga, Miyako, Chishiro, Shirai e Sarashina dentro do distrito de Chiba. Em 11 de fevereiro de 1935, as aldeias de Tsuga e Miyako foram anexadas pela cidade vizinha de Chiba, seguida pela vila Chishiro em 11 de fevereiro de 1944. Em 31 de março de 1955, Shirai e Sarashina se uniram para formar a nova cidade de Izumi, que foi posteriormente anexado pela cidade de Chiba em 10 de abril de 1963.
Com a promoção de Chiba para uma cidade designada com autonomia adicional da prefeitura de Chiba e do governo central em 1 de abril de 1992, a Wakaba-ku foi criada como uma unidade administrativa.

## Economia
Wakaba-ku é em grande parte um centro comercial regional e quarta comunidade para Chiba central e Tóquio.